# Yin Yaofan
Yin Yaofan (780-855) (chinois : 殷堯藩 ; chinois traditionnel : 殷堯藩 ; pinyin : Yǐn Yàofàn ; Wade : Yin Yaofan) est un fonctionnaire et un poète chinois de la dynastie Tang. Il est originaire de Jiaxing dans la province du Zhejiang et atteint le poste de surveillant impérial. Il côtoie plusieurs poètes importants de son époque comme Yao He, Ma Dai et Wei Yingwu.

## Biographie
Yin Yaofan (780-855) est originaire de Jiaxing dans la province du Zhejiang. Dans 
sa jeunesse, il vit dans la pauvreté et la déception. Il échoue plusieurs fois aux examens, mais en 814, grâce aux recommandations de Yang Hangong, il réussit enfin l’examen impérial et devient jinshi à l’âge de trente-quatre ans. 
En 828, il est nommé magistrat du comté de Yongle. Il ne se préoccupe pas des affaires administratives, mais « il se plaît à boire du vin et à admirer les chrysanthèmes. ».
Li Ao, gouverneur de Tanzhou, engage Yin Yaofan comme conseiller au bureau militaire de Changsha, de 833-834. 
Par la suite, Yin Yaofan devient magistrat de Changle. Ensuite, il atteint le poste de surveillant impérial où il se distingue par ses réalisations administratives.
Puis, il se retire dans une vie d'ermite.

### Vie sociale
Au cours de sa vie, il voyage beaucoup, parcourant de nombreuses régions : notamment le Shaanxi, le Fujian, le Zhejiang, le Jiangsu, le Jiangxi,. Il aime la nature et les paysages. Il dit : « Si je ne vois pas de montagnes et d’eau pendant un jour, je sens que la poussière s’accumule dans ma poitrine, et il me faut vite l’arroser de vin,.
Il partage une relation d’amitié profonde avec le célèbre poète Wei Yingwu. Et il est aussi ami de poésie avec Shen Yazhi, Yao He, Yong Tao, Xu Hun, et Ma Dai. De plus, il est en contact régulier avec, Bai Juyi, Li Shen, Liu Yuxi et il échange des vers avec eux.
Le livre Biographies des Talents de la dynastie Tang (唐才子传) mentionne que Yin Yaofan avait un caractère simple et tranquille, avec des traits de visage semblables à un tableau et qu’il avait une grande beauté dans ses manières,.

## Poésie et prose
Yin Yaofan excelle en poésie et en prose. Il possède un style fort et élégant. Ses poèmes expriment à la fois des plaintes sur ses expériences personnelles et ses aspirations à réussir dans la carrière militaire et à accomplir des exploits. Parmi ses œuvres, celles décrivant la vie de voyageur sont particulièrement profondes.

### Œuvres principales
Il publie un recueil de poèmes (en un volume) qui est mentionné dans le Nouveau Livre des Tang (新唐书艺文志). Ces poèmes ont été transmis à travers les générations.  

### Autres sources
Dans Poésie complète de la dynastie Tang (全唐诗), soixante-dix-huit de ses poèmes sont enregistrés dans le volume 492.

### Poème

#### Poème en vers de sept caractères sur Festival des bateaux-dragons(七律•端午)[a 3].
| Chinois 少年佳节倍多情， 老去谁知感慨生； 不效艾符趋习俗， 但祈蒲酒话升平。 | Traduction libre En cette fête, la jeunesse déborde de sentiments, Mais qui connaît les émotions qui naissent avec l’âge ? Je ne porte pas d’amulette d’ardoise pour suivre les coutumes, Je ne fais que prier en levant mon verre pour la paix. |
| 鬓丝日日添白头， 榴锦年年照眼明； 千载贤愚同瞬息， 几人湮没几垂名.          | Jour après jour, mes tempes blanchissent davantage, Chaque année les fleurs de grenade illuminent les yeux. Depuis mille ans, sages et fous ne sont qu’un instant, Combien sont disparus, combien ont laissé leur nom immortel ?                 |